# Kaluvehalli, Koratagere
Kaluvehalli là một làng thuộc tehsil Koratagere, huyện Tumkur, bang Karnataka, Ấn Độ.